# Morro Miró
El Morro Miró és una muntanya de 206 metres que es troba al municipi de la Granja d'Escarp, a la comarca catalana del Segrià.